# Médéric Louis Élie Moreau de Saint-Méry

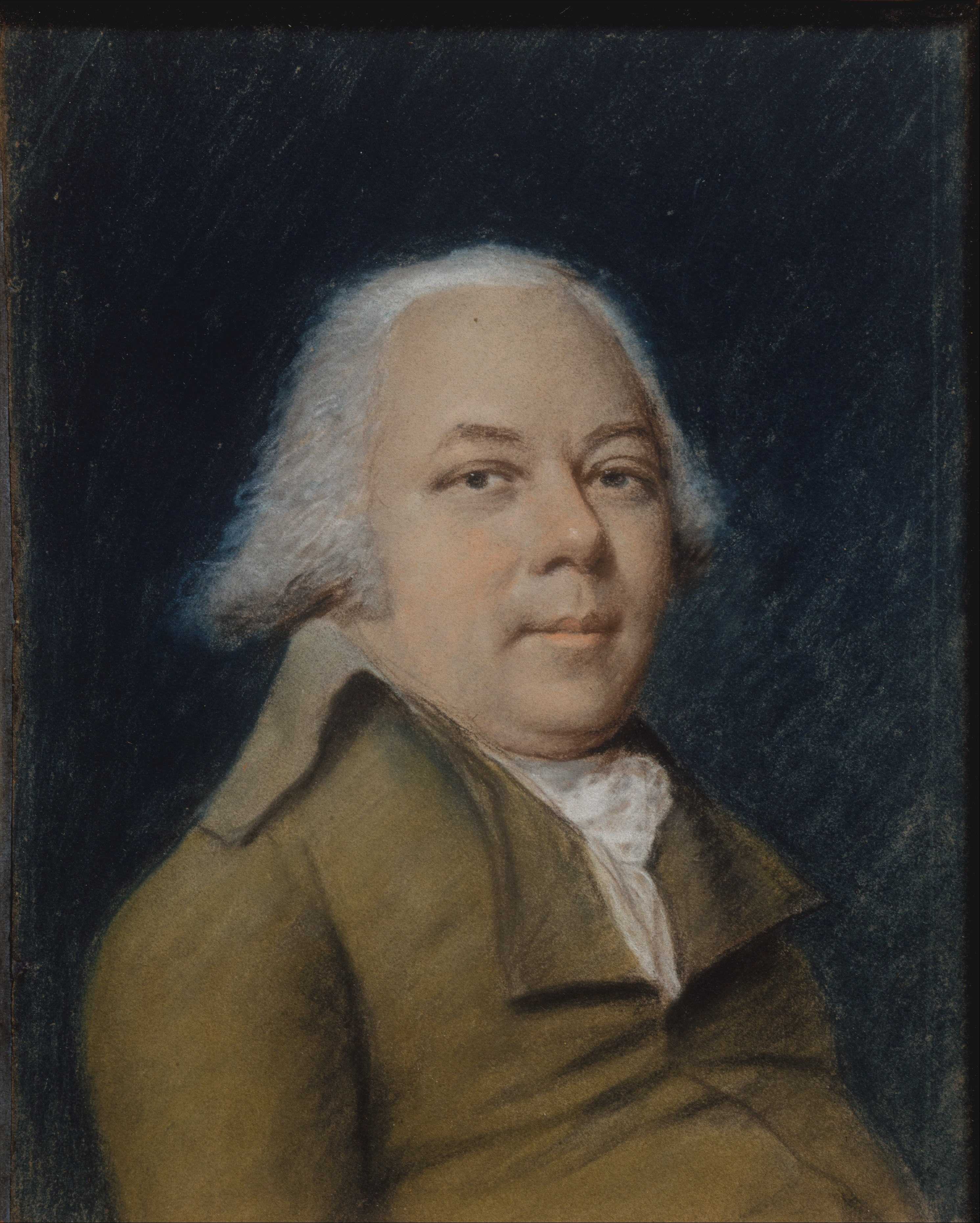
James Sharples.

Médéric Louis Élie Moreau de Saint-Méry (13 de janeiro de 1750 - 28 de janeiro de 1819), filho de Bertrand-Médéric e Marie-Rose Moreau de Saint-Méry, nasceu em Fort-Royale, Martinica. Foi advogado e escritor com carreira em cargos públicos na França, Martinica e Saint-Domingue (atual República do Haiti). Ele é mais conhecido por suas publicações sobre Saint Domingue e Martinica. Ele se casou com uma família bem posicionada, o que lhe permitiu expandir suas conexões entre os franceses e, com o tempo, posicionou-se como membro do Parlamento da França. Moreau esteve profundamente envolvido na fundação do Museu de Paris, do qual mais tarde foi nomeado presidente em 1787.

## Educação e influências
Embora não viesse de uma família rica, Moreau usou a herança que recebeu de seu avô para estudar direito em Paris. Lá, ele argumentou que a lei colonial, redigida na França, não era adequada para as realidades do Caribe francês. Ele possuía escravos, era maçom e membro do Cercle des Philadelphes - uma sociedade científica colonial - e procurou documentar a vida nas colônias.  Ele foi influenciado pelos projetos científicos do Iluminismo.

## Escritos
Moreau produziu estudos aprofundados das colônias apenas alguns anos antes da revolução de São Domingos. Como tal, ele passou um tempo viajando pelo Caribe e retornando à França para escrever e fazer lobby até que seu envolvimento com a Revolução Francesa levou à emissão de um mandado de prisão. Sua obra mais notável, Description topographique, physique, civile, politique et historique de la partie française de l'isle Saint-Domingue, que ele escreveu em 1789, não foi totalmente traduzida para o inglês. Este trabalho desenvolve uma teoria aritmética da cor da pele e da epiderme para a colônia francesa de Saint-Domingue (atual Haiti). Ele hierarquiza cento e vinte e oito possíveis combinações de miscigenação branco-negro em nove categorias (assacatra, griffe, marabu, mulâtre, quarteron, métis, mamelouk, quarteronné e sang-melé). Seu trabalho reflete a preocupação dos colonos brancos em racializar aqueles que se casam e cruzam com escravos ou gens de couleur livres, estabelecendo a casta dos colonos brancos como l'aristocratie de l'épiderme.

## Política
Proprietário de escravos bem-educado, ele rejeitou o princípio dos Direitos Naturais do Homem para defender a escravidão legal e a segregação com base na raça. Em suas funções no parlamento francês e nos Conselhos Governamentais coloniais, ele procurou manter um sistema econômico baseado no trabalho escravo. Para tanto, ele buscou os direitos dos colonos – principalmente fazendeiros brancos – e buscou um certo grau de autodeterminação para o Caribe francês. Moreau retornou à França em 1788, onde se tornou parte dos Estados Gerais, que mais tarde se autodenominaram Assembleia Nacional. Lá representou os fazendeiros de Saint-Domingue e apoiou a escravidão, enfrentando a Society of the Friends of the Blacks. Teve um cargo importante na fundação do Museu de Paris, do qual mais tarde foi nomeado presidente em 1787. Após seu retorno à França em 1798, após seu exílio nos Estados Unidos, o primeiro cargo de Moreau foi o de historiador no Ministério da Marinha. Alguns anos depois, em 1802, ele se tornou administrador de Parma, Piacenza e Gustalla, mas mais tarde seu cargo foi retirado por Napoleão por causa de sua resposta indulgente a uma conspiração criminosa entre o exército.

## Moreau nos Estados Unidos
Moreau escapou de Paris depois que um mandado de prisão foi emitido em 1794. Ele se mudou para a Filadélfia após uma curta estadia na cidade de Nova York, deixando para trás todas as suas pesquisas sobre a colônia de Saint-Domingue, que mais tarde conseguiu recuperar. Na Filadélfia, ele abriu uma livraria na qual vendia livros e impressos em vários idiomas, bem como mapas e música. A livraria localizada na Front and Walnut tornou-se o ponto de encontro de muitos outros exilados franceses. Moreau tornou-se membro da American Philosophical Society em 1798, com a qual se comprometeu e introduziu muitos de seus amigos emigrados na Sociedade também. Moreau teve que fugir de volta para Paris em 1798 escapando do Alien Billimposta pelo então presidente americano, John Adams.

## Publicações
- Loix et constitutions des colonies françoises de l'Amérique sous le vent tomo 1, Comprenant les Loix et Constitutions depuis 1550 jusqu'en 1703 inclusivement, tomo 2, 1704-1721, tomo 3, 1722-1749, tomo 4, 1750-1765, tomo 5, 1766-1779, tomo 6, 1780-1785
- Description topographique et politique de la partie française de l’isle de Saint-Domingue, Filadélfia, 1796 tomo 1, tomo 2
- Idée générale ou abrégé des sciences et des arts à l'usage de la jeunesse, Filadélfia, 1796
- Description topographique, physique, civile, politique et historique de la partie française de l’isle Saint-Domingue, Filadélfia, Paris, Hamburgo, 1797-1798
- Description topographique et statistique des États de Parme, Plaisance et Guastalla, 8 vol. manuscrito inédito preservado em Parma)
- De la danse, Parme, Bodoni, 1801 (e reimpresso em 1803).
- Discours sur l'utilité du musée établi à Paris, prononcé dans sa séance publique du, 1º de dezembro de 1784 por M. L.-E. Moreau de Saint-Méry, Parme, Bodoni, 1805, 32 p. (online)
- Discours sur l'utilité des assemblées publiques littéraires, par M. L.-E. Moreau de Saint-Méry, Parme, Bodoni, 1805, 28 p. (online)
- Mémoire sur un nouvel équipage de chaudières à sucre pour les colonies, avec le plan dudit équipage, par M. L.-E. Moreau de Saint-Méry, Paris : chez Hardouin et Gattey, 1786 (online)
- Opinion de M. Moreau de Saint-Méry, député de la Martinique à l'Assemblée nationale, sur les dangers de la division du ministère de la Marine et des Colonies, par M. L.-E. Moreau de Saint-Méry, Paris : Imprimerie nationale, 1790 (online)
- Opinion de M. Moreau de S. Méry, député de la Martinique, imprimé par ordre de l'Assemblée nationale : sur la motion de M. de Curt, député de la Guadeloupe, pour l'établissement d'un comité chargé particulièrement de l'examen de tous les objets coloniaux : séance du premier - dezembro de 1789, par M. L.-E. Moreau de Saint-Méry, Paris : Imprimerie nationale, 1789 (online)